# 八代拓
八代 拓（やしろ たく、1993年〈平成5年〉1月6日 - ）は、日本の男性声優。ヴィムス所属。岩手県盛岡市出身。

## 来歴
高校2年生だった時に友人から借りた『新世紀エヴァンゲリオン』のDVDよりアニメに興味を持ち、同作品より様々なアニメ作品を見るようになり、声優という仕事を意識したという。「声優養成所」を検索した時に、最初に出てきたのが日本ナレーション演技研究所だったが、当時は仙台校がなく、東京校に行くしかなかったという。週5日は大学に通い、週末はアルバイトをしており、金曜日の夜に日ナレに通う。本科の終了後、所内オーディションに合格し、ヴィムスに所属。
2016年に『タイガーマスクW』のタイガーマスク / 東ナオト役で初主演。2018年、第12回声優アワードにて新人男優賞を受賞。

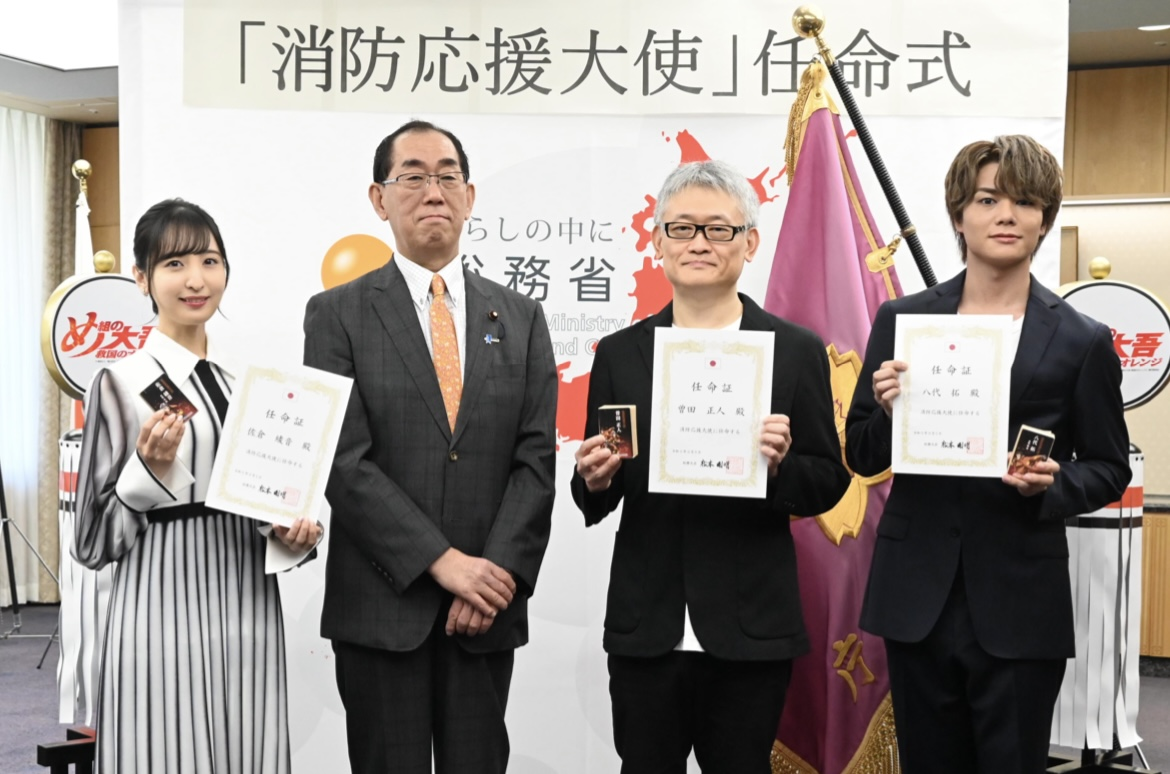
「消防応援大使」任命式での記念撮影（右から八代、漫画家の曽田正人、松本剛明総務大臣、声優の佐倉綾音）

2023年9月5日、総務省消防庁が創設した「消防応援大使」に、テレビアニメ『め組の大吾 救国のオレンジ』の原作者・曽田正人、十朱大吾役の榎木淳弥、中村雪役の佐倉綾音とともに任命された。

## 人物
趣味・特技は野球観戦、ヨーロッパサッカー観戦、ユニフォーム集め、ピアノ、バドミントンの他、フットサルも嗜む。野球は小学生時代に習い、バドミントンは中学・高校時代6年間通してやっていた。自身も出演しているソーシャルゲーム『白猫プロジェクト』に熱中している。
左利き。大食漢で1日6食摂ることもある。
同じ声優の内田雄馬や仲村宗悟と仲が良い。森久保祥太郎は憧れの存在と語る。
雷を怖がる。

## 出演
太字はメインキャラクター。

### テレビアニメ
2013年
- 銀の匙 Silver Spoon（作業員B、中学の友達B）

2014年
- 悪魔のリドル（刑務官B）
- 一週間フレンズ。（クラスメイト）
- オオカミ少女と黒王子（男子生徒、ナンパ男、祭り客）
- さばげぶっ!（客）
- 人生相談テレビアニメーション「人生」（副会長）
- Persona4 the Golden ANIMATION（回答者）
- 弱虫ペダル（観客） - 2シリーズ

2015年
- アルスラーン戦記（兵士）
- アルドノア・ゼロ（火星兵士）
- GANGSTA.（ガウェイン、モンロー組・組員）
- 銀魂゜（フェニックス）
- 純潔のマリア（英兵C）
- 食戟のソーマ（2015年 - 2016年、料理人B、業者、スタッフB、男子学生D、調理師A 他） - 2シリーズ
- スタミュ（広報部員、司会者、生徒）
- ダンジョンに出会いを求めるのは間違っているだろうか（2015年 - 2025年、冒険者D、スコット・オールズ、アレン・フローメル） - 4シリーズ
- ハロー!!きんいろモザイク（教師A）
- FAIRY TAIL（2015年 - 2016年、ドリアーテ、魔導士、職人、男）
- モンスター娘のいる日常（ひったくり犯）
- ランス・アンド・マスクス（不良、騎士）

2016年
- アイカツスターズ!（2016年 - 2018年、結城すばる）
- アクティヴレイド -機動強襲室第八係-（警官B）
- おしえて! ギャル子ちゃん（ノリ介）
- ガーリッシュナンバー（男性声優E、イベントスタッフ、客、社員）
- 機動戦士ガンダム 鉄血のオルフェンズ（カルタ親衛隊）
- この男子、魔法がお仕事です。（内海十四日）
- 坂本ですが?（不良、男子生徒、チンピラ）
- 少年メイド（隼人）
- SHOW BY ROCK!!#（オリオン）
- タイガーマスクW（2016年 - 2017年、東ナオト / タイガーマスク）
- Dimension W（警官）
- ノルン+ノネット（部下）
- バッテリー（高槻周平）
- 不機嫌なモノノケ庵（2016年 - 2019年、嵯峨則人） - 2シリーズ
- ブブキ・ブランキ（黒服、刑事）
- 迷家-マヨイガ-（颯人）
- 遊☆戯☆王ARC-V（バトル・ビースト）

2017年
- ACCA13区監察課（レイル）
- ピアシェ〜私のイタリアン〜（折木衛）
- ハンドシェイカー（男子生徒）
- クロックワーク・プラネット（リモンズ）
- 神撃のバハムート VIRGIN SOUL（客）
- ソード・オラトリア ダンジョンに出会いを求めるのは間違っているだろうか外伝（アレン・フローメル）
- アホガール（黒崎龍一）
- ナナマル サンバツ（丸山亘）
- アイドルマスター SideM（柏木翼） - 1シリーズ + 特別編
- 戦刻ナイトブラッド（由利鎌ノ助）
- DYNAMIC CHORD（諏宮篠宗）
- クジラの子らは砂上に歌う（シコク）

2018年
- グランクレスト戦記（ヴァルドリンド兵士）
- 一人之下 羅天大醮篇/全性篇（雲）
- 斉木楠雄のΨ難（天城白夜）
- 遊☆戯☆王VRAINS（2018年 - 2019年、不霊夢）
- ガンダムビルドダイバーズ（シバ・ツカサ）
- ヒナまつり（アツシ）
- ヲタクに恋は難しい（相庭）
- 千銃士（ブラウン・ベス）
- 中間管理録トネガワ / 1日外出録ハンチョウ（海老谷）
- ぐらんぶる（男性の音声A）
- 軒轅剣 蒼き曜（拓跋淵）
- BAKUMATSU（2018年 - 2019年、山崎烝） - 2シリーズ
- 終電後、カプセルホテルで、上司に微熱伝わる夜。（羽田野秋彦）
- アイドルマスター SideM 理由あってMini!（柏木翼）
- ねこねこ日本史（2018年 - 2020年、服部半蔵、狩野永徳、中岡慎太郎、光猫氏、世阿弥）
- 火ノ丸相撲（2018年 - 2019年、澤井理音、瀬良拓海）
- 人外さんの嫁（木齋橋壱屋）
- 転生したらスライムだった件（2018年 - 2021年、イフリート） - 2シリーズ

2019年
- カワウソラボ（テオ）
- ブギーポップは笑わない（谷口正樹）
- B-PROJECT シリーズ（2019年 - 2023年、寺光遙日） - 2シリーズ
- ドメスティックな彼女（藤井夏生）
- かぐや様は告らせたい〜天才たちの恋愛頭脳戦〜（2019年 - 2022年、柏木の彼氏 / 田沼翼） - 3シリーズ
- 今日もツノがある（ツノガエル、角ネッシー）
- 妖怪ウォッチ シャドウサイド（白虎）
- なむあみだ仏っ!-蓮台 UTENA-（地蔵菩薩）
- 盾の勇者の成り上がり（ヴァン）
- KING OF PRISM -Shiny Seven Stars-（十王院カケル）
- あひるの空（2019年 - 2020年、安原真一）
- 厨病激発ボーイ（関谷拓海）
- 魔入りました!入間くん（2019年 - 2023年、キマリス・キッシュライト、バディン・バラキ、青空翔） - 3シリーズ
- スタンドマイヒーローズ PIECE OF TRUTH（槙慶太）
- 放課後さいころ倶楽部（青島悠人）
- 炎炎ノ消防隊（2019年 - 2025年、ヴァルカン・ジョゼフ） - 3シリーズ
- ソードアート・オンライン アリシゼーション War of Underworld（2019年 - 2020年、イスカーン） - 2シリーズ
- アフリカのサラリーマン（バイソン）
- Bラッパーズ ストリート（2019年 - 2020年、山田くん、園児A）

2020年
- ダーウィンズゲーム（リュージ）
- うちタマ?! 〜うちのタマ知りませんか?〜（金成若）
- 理系が恋に落ちたので証明してみた。（総務）
- アイカツオンパレード!（結城すばる）
- かくしごと（志治仰）
- 遊☆戯☆王SEVENS（2020年 - 2022年、上城龍久〈ルーク〉、ルーク（幻影）、セブンスロード・マジシャン、ザ☆ルークメン）
- 社長、バトルの時間です!（ライバー）
- LISTENERS リスナーズ（ライド）
- 神達に拾われた男（2020年 - 2023年、レイピン） - 2シリーズ
- 魔王城でおやすみ（のろいのしかいし）

2021年
- プレイタの傷（龍眞コウガ）
- EX-ARM エクスアーム（キムラ）
- ホリミヤ（2021年 - 2023年、進藤晃一） - 2シリーズ
- SHOW BY ROCK!! STARS!!（オリオン）
- はたらく細胞BLACK（赤血球〈NC8429〉）
- 憂国のモリアーティ（ボヘミア王）
- 聖女の魔力は万能です（2021年 - 2023年、ジュード） - 2シリーズ
- 転生したらスライムだった件 転スラ日記（イフリート）
- 灼熱カバディ（木崎新太郎）
- 不滅のあなたへ（2021年 - 2023年、グーグー〈青年〉） - 2シリーズ
- RE-MAIN（垣花慶太）
- チート薬師のスローライフ〜異世界に作ろうドラッグストア〜（ジラル）
- 精霊幻想記（フィリップ三世）
- ピーチボーイリバーサイド（中鬼）
- 現実主義勇者の王国再建記（ハルバート・マグナ）
- 月が導く異世界道中（2021年 - 2024年、ライム＝ラテ） - 2シリーズ
- 真の仲間じゃないと勇者のパーティーを追い出されたので、辺境でスローライフすることにしました（アレス）
- 異世界食堂2（ロメロ）
- 見える子ちゃん（イケメン）

2022年
- お昼のショッカーさん（ショッカーさん3 / 大島、蜂女、サボテグロン、狼男、サソリ男）
- リアデイルの大地にて（イヅーク）
- リーマンズクラブ（立花梓馬）
- 魔法使い黎明期（クドー）
- アオアシ（冨樫慶司）
- リコリス・リコイル（真島手下、武装集団、三谷）
- 異世界迷宮でハーレムを（加賀道夫）
- ブッチギレ!（羅生丸）
- 後宮の烏（衛青）
- 忍の一時（高嶺火村）
- クールドジ男子（2022年 - 2023年、黒崎）
- チェンソーマン（荒井ヒロカズ）
- 遊☆戯☆王ゴーラッシュ!!（2022年 - 2025年、ザ☆ルーグ、上城龍久〈ルーク〉）
- 虫かぶり姫（ジャン）
- 農民関連のスキルばっか上げてたら何故か強くなった。（ネディルス）

2023年
- 転生王女と天才令嬢の魔法革命（モーリッツ・シャルトーズ）
- ツンデレ悪役令嬢リーゼロッテと実況の遠藤くんと解説の小林さん（レオン・シャッヘ）
- お隣の天使様にいつの間にか駄目人間にされていた件（2023年 - 2026年、赤澤樹） - 2シリーズ
- 魔王学院の不適合者 II 〜史上最強の魔王の始祖、転生して子孫たちの学校へ通う〜（ジーク・オズマ）
- 最強陰陽師の異世界転生記（ゼクト）
- EDENS ZERO（ラグナ）
- おとなりに銀河（久我一郎）
- Opus.COLORs（斑鳩杏寿）
- ポケットモンスター（2023年 - 2025年、フリード、クヌギダマ、ダイオウドウ、ドオー、キョジオーン、ストリンダー、ハルクジラ、ルカリオ）
- 異世界召喚は二度目です（テラン・スニーター）
- 久保さんは僕を許さない（須藤勇真）
- デッドマウント・デスプレイ（阿牙倉百矢） - 2シリーズ
- アンデッドガール・マーダーファルス（真打津軽）
- るろうに剣心 -明治剣客浪漫譚- (2023)（2023年 - 2025年、相楽左之助） - 2シリーズ
- ライアー・ライアー（霧谷凍夜）
- め組の大吾 救国のオレンジ（2023年 - 2024年、斧田駿）
- オーバーテイク!（徳丸俊軌）
- ダークギャザリング（オズワルド）
- 鴨乃橋ロンの禁断推理（2023年 - 2024年、シュピッツ・ファイア） - 2シリーズ
- 陰の実力者になりたくて! 2nd season（一葉）
- 冒険者になりたいと都に出て行った娘がSランクになってた（玉座の男 / ベンジャミン）
- シャドウバースF（2023年 - 2024年、ライトの父）

2024年
- 悪役令嬢レベル99 〜私は裏ボスですが魔王ではありません〜（エドウィン・バルシャイン）
- 百千さん家のあやかし王子（火車）
- キングダム（リン玉）
- 最弱テイマーはゴミ拾いの旅を始めました。（ラットルア）
- ただいま、おかえり（平井祐樹）
- 名探偵コナン（本田雅斗）
- 異世界スーサイド・スクワッド（リック・フラッグ）
- MFゴースト（諸星瀬名）
- 村井の恋（井上）

2025年
- ハニーレモンソーダ（瀬戸悟）
- 外れスキル《木の実マスター》 〜スキルの実（食べたら死ぬ）を無限に食べられるようになった件について〜（グラウス）
- ババンババンバンバンパイア（篠塚健〈フランケン〉）
- SAKAMOTO DAYS（神々廻） - 2シリーズ
- 青の祓魔師 終夜篇（志摩矛造）
- 異修羅（漂う羅針のオルクト）
- 鬼人幻燈抄（甚太 / 甚夜）
- 一瞬で治療していたのに役立たずと追放された天才治癒師、闇ヒーラーとして楽しく生きる（ゾンデ）
- えぶりでいホスト（ハジメ）
- あらいぐま カルカル団（ロジカル）
- クラシック★スターズ（ロスト・ベートーヴェン）
- 機動戦士Gundam GQuuuuuuX（ミゲル・セルベート）
- 黒執事 -緑の魔女編-（ルドガー）
- ヴィジランテ-僕のヒーローアカデミア ILLEGALS-（傷顔の男）
- 9-nine- Ruler’s Crown（主人公〈メビウスリング〉）
- その着せ替え人形は恋をする Season 2（古賀岳琉）

時期未定
- 花ざかりの君たちへ（佐野泉）

### 劇場アニメ
2010年代
- KING OF PRISMシリーズ（2016年 - 2025年、十王院カケル） - 5作品
- 劇場版アイカツスターズ!（2016年、結城すばる）
- 劇場版 FAIRY TAIL -DRAGON CRY-（2017年、ガプリ）
- K SEVEN STORIES Episode 1「R:B 〜BLAZE〜」（2018年、矢俣大智）
- 映画 妖怪ウォッチ FOREVER FRIENDS（2018年、白虎）

2020年代
- 巨蟲列島（2020年、柘植寛）
- 映画 ねこねこ日本史 〜龍馬のはちゃめちゃタイムトラベルぜよ!〜（2020年、中岡慎太郎）
- モンスターストライク THE MOVIE ルシファー 絶望の夜明け（2020年、ランスロット）
- 劇場編集版 かくしごと -ひめごとはなんですか-（2021年、志治仰）
- 宇宙の法-エローヒム編-（2021年、クロヒョウ型宇宙人ブン）
- アイの歌声を聴かせて（2021年、ミカド）
- ブルーサーマル（2022年、相原春風）
- アリスとテレスのまぼろし工場（2023年、笹倉大輔）
- ヴァージン・パンク Clockwork Girl（2025年、ルイス・ガウディ）

### OVA
2010年代
- ミス・モノクローム -The Animation-（2014年）
- 新テニスの王子様 OVA vs Genius10（2015年、不破鉄人<ref">“新キャスト発表!｜NEWS｜新テニスの王子様 公式ウェブサイト”. 2015年2月21日閲覧。</ref>）
- コードギアス 亡国のアキト（2015年、G1オペレーター）
- 千銃士（2019年、ブラウン・ベス）

2020年代
- planetarian 〜雪圏球〜（2021年、秋野晋）
- ヲタクに恋は難しい（2021年、相庭） - 単行本第11巻OAD付き特装版

### Webアニメ
2010年代
- モンスターストライク（2018年、ランスロット）
- モンキーピーク（2018年、早乙女）

2020年代
- 白薔薇のフランケンシュタイン（2020年、クレ－）
- ガンダムビルドダイバーズRe:RISE（2020年、シバ・ツカサ）
- ハレルヤ -運命の選択-（2020年、暁）
- ヘタリア World★Stars（2021年、ルクセンブルク）
- 爆丸エボリューションズ（2022年 - 2023年、ブリッツフォックス、ブリッツフォックス ストレングモード、ブリッツフォックス スピードモード）
- 伊藤潤二『マニアック』（2023年、山崎）
- 爆丸レジェンズ（2023年、ブリッツフォックス）

### ゲーム
2014年
- あやかしごはん（たぬ吉）
- 激突! ブレイク学園（土羅間真春、大神吠、嶋霧破）
- ゴールドリベリオン
- 白猫プロジェクト（ダグラス・ウィンゲート、ダニエル）
- 天空のクラフトフリート（ヤマト、マーカス、アルバート）
- 刻のイシュタリア（狂壊の魔神キメジェス）
- 放課後Colorful*step 〜うんどうぶ！〜 / 〜ぶんかぶ〜 - 2作品

2015年
- アイドルマスターシリーズ（2015年 - 2025年、柏木翼） - 5作品
- クイズRPG 魔法使いと黒猫のウィズ（カイン、オルテス・ヴァンテ）
- グランブルーファンタジー（2015年 - 2024年、ライデン / タメヱモン、柏木翼）
- ザクセスヘブン（ラスイル）
- ジョジョの奇妙な冒険 アイズオブヘブン（アクセル・RO）
- DYNAMIC CHORD feat.KYOHSO（諏宮篠宗）
- 夏色ハイスクル★青春白書（鳴瀬祐一）
- 初恋の歌
- 夢王国と眠れる100人の王子様（シリウス）
- 琉球異聞 朱桜の繋（安仁屋真久寿）
- 征戦!エクスカリバー（アストラルドラゴン、聖ミカエル）

2016年
- アイカツ! フォトonステージ!!（結城すばる）
- 茜さすセカイでキミと詠う（カミナ）
- イケメン革命 アリスと恋の魔法（エドガー＝ブライト）
- イケメン幕末◆運命の恋〜華の都と恋の乱〜（篠宮恭、藤堂平助）
- エンドライド-X fragments-（ルビィ）
- 逆襲のファンタジカ: ブラッドライン（聖戦士）
- ＼コメプリ／（梅原明）
- 三国志ものがたり（周瑜公瑾）
- 消滅都市2（ポート・エレン）
- 白猫テニス（ダグラス・ウィンゲート）
- スタンドマイヒーローズ（槙慶太）
- ダウト〜嘘つきオトコは誰?〜（古谷静雄）
- チェインクロニクル（ヴィドック）
- なむあみだ仏っ!（地蔵菩薩）
- ピリオドゼロ（城崎哉）
- 遊☆戯☆王デュエルモンスターズ 最強カードバトル!
- 輪華ネーション（ヨハネス・フェルメール）

2017年
- アニドルカラーズ（柚木真哉）
- イケメン戦国◆時をかける恋 新たなる出逢い（今川義元）
- イケメンヴァンパイア◆偉人たちと恋の誘惑（太宰治）
- オルタンシア・サーガ -蒼の騎士団-（フェルゼン）
- 君と霧のラビリンス（凛堂圭）
- キャプテン翼 〜たたかえドリームチーム〜（クリスマン）
- スタレボ☆彡 88星座のアイドル革命（天馬界斗）
- グリムノーツ Repage（魔王インヴェルノ、金太郎、カオス・金太郎）
- 戦刻ナイトブラッド（由利鎌ノ助）
- 追放選挙（絢雷雷神）
- ニル・アドミラリの天秤 クロユリ炎陽譚（雀部忠清）
- ファイアーエムブレム ヒーローズ（2017年 - 2024年、ロディ、エフラム）
- KING OF PRISM プリズムラッシュ！LIVE（十王院カケル）
- ファイナルファンタジーXIV 紅蓮のリベレーター（マグナイ〈余輩〉、青龍）
- ひらがな男子 いつらのこゑ（よ）
- カムライトライブ (トキン)

2018年
- 千銃士（ブラウン・ベス）
- CARAVAN STORIES（ゲイザー）
- 共闘ことばRPG コトダマン（2018年 - 2022年、シンシャク、ナアンガータボガ、ホウ帯モーン、トワーレス、ハンサムガネメ、オ勤メルクリウス、レイグズツキ、ヴァルカン・ジョゼフ）
- IDOL FANTASY - アイドルファンタジー -（焔煌煇）
- 神凪ノ杜 妖狐奇譚（沢木宋太）
- 殺し屋とストロベリー（アモン）
- アトリエオンライン 〜ブレセイルの錬金術士〜（主人公〈男性〉 / 鳳仙花 春蘭）
- Cendrillon phalikA（糸遠＝ラリック）
- 刀剣乱舞-ONLINE-（豊前江）
- 夢間集（青蓮剣）
- ORDINAL STRATA -オーディナル ストラータ-（アイゼン）
- シャドウバース（フラウロス）

2019年
- SHOW BY ROCK!!（オリオン）
- アークオブアルケミスト（エース・ナイトロック）
- 禍つヴァールハイト（黒衣の男）
- あんさんぶるスターズ!（十王院カケル）
- リンクスリングス（ランディ）
- 妖怪ウォッチ4 ぼくらは同じ空を見上げている / 4++（女郎蜘蛛に捕らわれたイケメン達、白虎）
- 剣が刻（狩野探幽）
- 社長、バトルの時間です!（ライバー）
- SDガンダム GGENERATION CROSSRAYS（ザザ・フォッシル / ザディエル・ザルムフォート）

2020年
- De: Lithe 〜忘却の真王と盟約の天使〜（サウロ・ラトスブロウ）
- SHOW BY ROCK!! Fes A Live（オリオン）
- キングダムオブヒーロー（ラファエル）
- タイムリフレイン -一巡後の世界-（エース）
- サンクタス戦記-GYEE-（海翔）
- キューピット・パラサイト（ラウル・アコニット）
- ファイナルファンタジー・クリスタルクロニクル リマスター（ダ・イース）

2021年
- ルーンファクトリー5（テリー）
- Paradigm Paradox（高遠トキオ）
- Caligula2（ムーくん）
- ブラスターマスター ゼロ トリロジー メタファイトクロニクル（権兵衛）
- スペードの国のアリス 〜Wonderful White World〜（トゥイードル＝ディー）
- B-PROJECT 流星*ファンタジア（寺光遙日）
- ブレイブ フロンティア レゾナ（グルーク）
- 終遠のヴィルシュ シリーズ（2021年 - 2023年、アドルフ） - 2作品
- 千銃士: Rhodoknight（ジョージ）
- planetarian 〜雪圏球〜（秋野晋）
- ハヴァナクシア（アルジェスタ）

2022年
- 束縛彼氏（松来弦）
- 夢職人と忘れじの黒い妖精（カイ）
- 冤罪執行遊戯ユルキル（御室玄徳）
- WAR OF THE VISIONS ファイナルファンタジー ブレイブエクスヴィアス 幻影戦争（シュナク）
- 天獄ストラグル -strayside-（石川五右衛門）
- ポケモンマスターズEX（マクワ）
- 機動戦士ガンダム 鉄血のオルフェンズG（ザザ・フォッシル / ザディエル・ザルムフォート）

2023年
- ファイアーエムブレム エンゲージ（エフラム）
- スペードの国のアリス 〜Wonderful Black World〜（トゥイードル＝ディー）
- 遊戯王 デュエルリンクス（2023年 - 2025年、上城龍久、不霊夢）

2024年
- Honey Vibes（イーノ）
- ロマンシング サガ2 リベンジオブザセブン（ヘクター）
- My9Swallows TOPSTARS LEAGUE（甘城奏汰）

2025年
- 空の軌跡 the 1st（アガット・クロスナー）

### ドラマCD
- THE IDOLM@STER SideM ST@RTING LINE（柏木翼）
  - 01 Jupiter
  - 02 DRAMATIC STARS
  - 15 Legenders
- 蒼き雷霆ガンヴォルト 義心憤怒 / III（チンピラ[220]）
- 悪役令嬢ですが攻略対象の様子が異常すぎる（ヴィクター・ネイン）
- 悪役令嬢レベル99 〜私は裏ボスですが魔王ではありません〜（エドウィン[221]）
- 貴女の涙腺ほぐし隊っ!!! 〜エモーショナルセラピスト凌士の診察〜（海斗[222]）
- イケメン戦国◆時をかける恋 キャラクターソング＆ドラマCD 第三弾（今川義元）
- 五ツ星プリンス（西島涼）
- 嘘つきボーイフレンド〜魅惑の南国ラブ・ミッション〜
- 冤罪執行遊戯ユルキル（御室玄徳）※パッケージ版早期購入特典
- おとどけカレシ（御国海斗）
- お隣の天使様にいつの間にか駄目人間にされていた件（2022年 - 2023年、赤澤樹[223]）※小説第7・8巻ドラマCD付き特装版
- 俺様レジデンス ―西園寺三兄弟―（西園寺藍）
- 神様しばい（南條衣月）
- 休日のわるものさん（モブ隊員Z[224]）
- 劇場版 アイカツスターズ! オリジナルドラマCD（結城すばる）
- 最弱テイマーはゴミ拾いの旅を始めました。ドラマCD（ラットルア）[225]
- 食戟のソーマ（水戸家スタッフ）※単行本第11巻ドラマCD同梱版
- タイガーマスクW×湘南乃風 オリジナルシナリオドラマCD（東ナオト〈タイガーマスク〉）
- DYNAMIC CHORD（SHINOMUNE / 諏宮篠宗）
  - vocalCDシリーズ vol.3 KYOHSO[226]
  - feat.KYOHSO 「recording camp feat. KYOHSO」「Time of love」[227]※PC版A盤・B盤特典ドラマCD
  - DYNAMIC CHORD love U kiss series vol.12 〜SHINOMUNE〜[228]
  - feat.KYOHSO Append Disc「KYOHSO　MANIAC　RADIO」[229]※初回限定特典
  - DYNAMIC CHORD「Vacation Trip CD series KYOHSO」「KYOHSO ドラマCD」[230]
  - feat.KYOHSO Vedition「KYOHSO FAN CLUB会員継続特典」[231]※PS Vita版特典ドラマCD
  - feat.KYOHSO Vedition「Which one do you choose Yuu or Shinomune」[232]※PS Vita版ステラワース特典
  - vocalCD series 2nd KYOHSO[233]
- ディア♥ヴォーカリスト［SIMBA（シンバ）[234]］
- ばにらたいむTWO LOVE FOUR〜同僚彼氏 綾瀬 恵〜
- ファタモルガーナの館2〜あなたに寄り添う音の物語 慟哭の章〜（旅人2）
- FABULOUS NIGHT（統夜[235]）
- ようこそ声優寮へ! 302号室 〜歌って踊れる声優〜（春咲波弥都）

### BLCD
2014年
- 知ってるよ。（2014年 - 2016年）
  - 知ってるよ。 -君とふたりで-

2015年
- 愛の蜜に酔え!（寮生）
- 吐息はやさしく支配する（田野口）
- あまくてしんじゃうよ（安藤愛爾）
- ひとりじめマイヒーロー シリーズ（2015年ー2017年、弓家俊成）
  - ひとりじめマイヒーロー
  - ひとりじめマイヒーロー 2
  - ひとりじめマイヒーロー 3

2016年
- ギヴン－given－ シリーズ（2016年 - 2020年、植木）
  - ギヴン－given－
  - ギヴン－given－2
  - ギヴン－given－3
  - ギヴン－given－5

- それから、君を考える（佐古啓二）
- 愛に血迷え!（黒川千之助）
- よるとあさの歌（2016年 - 2019年、布津）
  - よるとあさの歌 E c

- 彼らの恋の行方をただひたすらに見守るCD「男子高校生、はじめての」シリーズ（2018年 - 2020年、六甲綾人）
  - 第6弾 甘やかしてよセンセイ
  - 2nd.after Disc〜GIFT〜
  - 〜Summer vacation 2018〜
  - オールコンビネーションCD vol.2

- さよなら恋人 またきて友だち（ハヤト）
- ふたりの息子に狙われています（2016年 - 2019年、タクミ）
  - ふたりの息子に狙われています シェリプラス2018-05月号付録
  - ふたりの息子に狙われています2
  - ふたりの息子に狙われています2 シェリプラス2020年01月号付録

2017年
- セックスフレンズ（次郎）
- セクハラブラザース（八重真澄）
- MODS（2017年 - 2018年、中田信虎）
  - NIGHTS BEFORE NIGHT -CD付特装版

- アホエロ（高東）
- ミスター・フィクション（2017年 - 2020年、雨宮晢）
  - ダブル・スタンダード

2018年
- 恋と性と魔法の作用（2018年 - 2019年、村上紀一〈キイチ〉）
  - 性と体と恋の反作用

- Statuscode: 100 （不破空）
- エンプティースイーティー（黒崎遥真）
- 君と僕と世界のほとり シリーズ（2018年 - 2019年、小久保冬也）
  - Phrase1 ふたりぼっちクリスマス
  - Phrase2 迷い恋バレンタイン
  - Phras3 片思い卒業式

2019年
- できちゃった男子 ハラハラ編（夏緒）
- 凸凹シュガーデイズ（花峰涙）
- カーストヘヴン3（エノ）
- 痴人の愛 BL版ドラマCD（河合直己）

2020年
- 溢れて零れて、我慢できない（零司）
- 好きでごめん。（日高陽翔）
- この恋、神様にご報告!?（澤登雅志）
- ただいま、おかえり（2020年 - 2021年、平井祐樹）
  - ただいま、おかえり－かがやくひ－

- 少年の境界（朽木薫）
- 狼への嫁入り〜異種婚姻譚〜（玄依練）

2021年
- リバース Re: birth（漣）
- お願い、そんなに噛まないで（2021年 - 2024年、五十嵐隆）
  - お願い、そんなに噛まないで　番外編

- 幼馴染じゃ我慢できない（2021年 - 2023年、諒太）
  - 幼馴染じゃ我慢できない2
  - 幼馴染じゃ我慢できない3

- ディレイル（光）
- 理想的恋愛の条件（片桐白兎）
- べな　※3巻ドラマCD付属特装版（べな）

2022年
- Kiss me crying キスミークライング（2022年－2023年、乃亜）
  - Kiss me crying キスミークライング2

- 想定外のスウィートマリッジ（本条悠馬）

2023年
- 続！俺たちナマモノ？です（冬木大弥）
- みなと商事コインランドリー2（英明日香）
- 凪がれ星（火坂羊介）
- 伝説のヤリチンVS鉄壁の尻穴（御神楽伊織）

2024年
- イキガミとドナー 二人のイキガミ（長井春人）
- 二人でパパはじめました（乃木進史郎）

### デジタルコミック
- VOMIC 暗殺教室（2013年）
- VOMIC SOUL CATCHER(S)（2014年）
- 勝利の女神だって野球したい!（2014年 - 2015年）[246]
- dTV 花にけだもの（2016年、柿木園豹[247]）
- 人形峠（2018年、青井賢登）
- 恋するムツアイ（2019年、高野[248]）
- マンガアニメ「かくしごと」（2020年、志治仰）
- ましたの腐男子くん（2020年、曽我部芳則[249]）
- 勇者サポートセンター魔王城支部（2021年、ケイト[250]）
- ニッターズハイ!（2021年、健斗[251]）
- 次はいいよね、先輩（2021年、高蝶速人[252]）
- 愚かな天使は悪魔と踊る（2021年、阿久津雅虎[253]）
- 悪役令嬢レベル99 〜私は裏ボスですが魔王ではありません〜（2021年、エドウィン[254]）

### オーディオドラマ
- お飾り王妃になったので、こっそり働きに出ることにしました（2022年、ジークハルト、カイン、うーちゃん[255]）
- アイドルマスター SideM「315 PASSION CONTENTS」（2023年 - 2024年、柏木翼） - 3作品[一覧 26]

### 吹き替え

#### 映画
- 愛しのグランマ（2016年、カム〈ナット・ウルフ〉）
- マティアス&マキシム（2021年、ケヴィン・マカフィ〈ハリス・ディキンソン〉[256]）
- mid90s ミッドナインティーズ（2021年、レイ〈ナケル・スミス〉[257]）
- 新感染半島 ファイナル・ステージ（2021年、ソ大尉〈ク・ギョファン〉[258]）
- スペース・プレイヤーズ（2021年、ダリウス〈シーエア・J・ライト〉[259]）
- シンデレラ（2021年、ジェームズ[260]）
- ハッピーウェディング 幸せの法則（2021年、グレアム〈オーエン・マッケン〉[261]）
- 魔法にかけられて2（2022年、タイソン[262]）
- ホーンテッドマンション（2023年、ベン・マティアス〈ラキース・スタンフィールド〉[263]）
- ジョン・ウィック:コンセクエンス（2024年、トラッカー〈シャミア・アンダーソン〉[264]）

#### アニメ
- ボス・ベイビー ファミリー・ミッション（2021年、男映画客[265]）

### 特撮
- 機界戦隊ゼンカイジャー（2021年、バカンスワルドの声[266]）

### CM
- 日清食品 カップヌードル HUNGRYDAYS 「最終回」篇（2018年1月26日 - ） 彼氏役 [267]

### ナレーション
- 今後のオトメイトタイトル展開のお知らせ〜Vol.4〜蓮木ケン 編（2015年）[268]
- Lady!? Steady,GO!!（2015年、テレビCM[269]）
- アニメマシテ（2016年3月度、テレビ東京）[270]
- 梶100!〜梶裕貴がやりたい100のこと〜（2017年、日テレプラス）[271]
- 加藤純一の世界で一番ゲームを本気でやる男（2019年、ABEMA）
- アニメ新シリーズ「ポケットモンスター」ポケモンしらべ隊（2023年、テレビ東京）

### ラジオ
※はインターネット配信。
- MOZAIKU NIGHT（2014年 - 2018年、bayfm）※火曜日を長弘翔子と共に担当[272]
- アイドルマスター SideM ラジオ 315プロNight!（2015年 - 2016年、2017年、ニコニコ生放送※）
- 月刊 新・男前通信3月号〜月刊 八代拓（2016年、文化放送モバイルplus※）[273]
- 村瀬くんと八代くん（仮）（2015年 - 、超!A&G+※[274]・AG-ON Premium※）
- 迷家‐マヨイガ‐「納鳴村 村役場広報課」（2016年、音泉※）[275]
- 八代拓のスポーツ○○ランキング!（2017年 - 、マンガPark※）[276]
- ON8+1（2018年 - 2020年、bayfm）※木曜日を担当
- 8P Radio 〜新世界への道〜（2018年、アニメイトタイムズ※）[277]
- Good Things（2020年 - 、bayfm）

### テレビ番組
※はインターネット配信。
- オトメイトチャンネル（2014年 - 2017年、ニコニコ生放送※）※アシスタント[278]
- 東京乙女レストラン Season2（2015年 - 、TOKYO MX）「東京乙女パティスリー」コーナー[279]
- 8P channel
  - 第1 - 3シーズン（2016年 - 2018年、アニメイトチャンネル※）
  - 第4シーズン（2018年 - 、Rakuten TV※）
- 江口拓也・八代拓の『さんたく!!!』-3択バラエティ-（2017年 - 、ニコニコ生放送※）[280][281]
- NAOMIの部屋（2017年、NHK総合）
- おはスタ（2018年、テレビ東京）
- ダストハウス（2018年、ニコニコ生放送）[282]
- 八代&小林のゲームツーリズム♪ 〜Presented by オトメイト〜（2021年 - 、OPENREC.tv ※）[283]
- 声優と夜あそび（2023年10月- 、ABEMA※）

### 映像商品
- 人狼バトル 〜人狼VS魔法使い〜（2017年）
- リアル宝探し 〜海神ポセイドーンを封印せよ〜in 横浜・八景島シーパラダイス（2017年）
- 人狼バトル lies and the truth 2018 JUNE 〜人狼VS怪盗〜
- 人狼バトル 〜人狼VSスパイ〜（2018年）
- MARINE SUPERNOVA 2018
- 声優DVD企画 Steal Treasure Run !!（2019年）
- 人狼バトル lies and the truth 2019 FEBRUARY 〜人狼VS海賊〜

### 朗読劇
- ワンデイこわっぱちゃん vol.101（2015年2月22日、サブテレニアン）
- 声の優れた俳優によるドラマリーディング 日本文学名作選 第六弾「舞姫事件-鴎外輪舞曲-」（2018年4月15日、紀伊國屋サザンシアター TAKASHIMAYA）[284]
- 朗読で描く海外名作シリーズ 音楽朗読劇「シラノ」（2018年8月13日、TOKYO FM HALL）[285]
- 声のプロフェッショナルが奏でるリーディングシェイクスピア「ロミオとジュリエット」（2019年12月17日・20日、サンシャイン劇場） - ロミオ 役[286]
- 新感覚・音楽朗読劇 READING HIGH genesis「THANATOS〜タナトス〜」（2021年8月15日、日本橋三井ホール） - デイヴィッド・スウィン警部 役[287]
- 朗読劇「彼女が好きなものはホモであって僕ではない」（2021年9月5日、草月ホール） - 小野雄介 役
- 朗読「山椒大夫」〜四の五の言わずに安寿と厨子王〜（2024年9月8日、J:COMホール八王子）[288]
- 生演奏朗読劇「桜桃探偵舎」（2025年5月4日、日経ホール）[289]
- 朗読会 四季シリーズ・夏「イーハトーヴの旅 〜宮沢賢治の声が聞こえる〜」（2025年8月17日〈予定〉、品川プリンスホテル クラブeX）[290]

### パチンコ
- パチンコ『P SHOW BY ROCK!!』（2019年、オリオン）

### その他コンテンツ
- アプリ『シチュエーションカレシ・いちゃダラカレシ』（2016年、心[291]）
- クレジット教育動画教材『風の惑星〜GALE〜』（2018年、レジー・ランプ〈主人公〉[292]）
- 都市再生機構・UR賃貸住宅契約メリットPR動画
  - 『団地探偵R』（2019年 - 2021年、インコ〈α〉の声[293][294]）
  - 『団地姫日記』（2022年、インコ〈バード〉の声[295]）
- ようこそ妄想営業部へ❤（2020年 - 2021年、八代タク）

## ディスコグラフィ

### キャラクターソング
| 発売日         | 商品名 | 歌 | 楽曲 | 備考 |
| -------------- | --- | --- | --- | --- |
| 2015年4月15日  | THE IDOLM@STER SideM ST@RTING LINE -02 DRAMATIC STARS                                                                                                   | DRAMATIC STARS | 「STARLIGHT CELEBRATE!」 「DRAMATIC NONFICTION」 「DRIVE A LIVE」                                                                                           | ゲーム『アイドルマスター SideM』関連曲                                                                        |
| 2016年3月16日  | 五ツ星プリンス 〜コンプリート・コレクション〜 | 西島涼（八代拓） | 「GET YOU! LOVE&PEACE!」 | 漫画『五ツ星プリンス』イメージソング                                                                          |
| 2016年3月23日  | キラキラスマイル | KiLLER KiNG | 「キラキラスマイル」 「極上フィクション」 | 『B-PROJECT』関連曲                                                                                           |
| 2016年4月27日  | 劇場版 KING OF PRISM by PrettyRhythm Song&Soundtrack | 一条シン（寺島惇太）、太刀花ユキノジョウ（斉藤壮馬）、十王院カケル（八代拓）、香賀美タイガ（畠中祐）、西園寺レオ（永塚拓馬）、鷹梁ミナト（五十嵐雅）、涼野ユウ（内田雄馬）                                                       | 「ドラマチックLOVE」 | 劇場版『KING OF PRISM by PrettyRhythm』エンディングテーマ                                                     |
| 2016年5月25日  | ずっとOnly You | 有頂天BOYS | 「ずっとOnly You」 | テレビアニメ『少年メイド』エンディングテーマ                                                                  |
| 2016年5月25日  | ずっとOnly You | 有頂天BOYS | 「ありがとうなんていわないぜ」 「CLEAR BLUE HEART」 | テレビアニメ『少年メイド』挿入歌                                                                              |
| 2016年7月13日  | THE IDOLM@STER SideM 2nd ANNIVERSARY DISC 01 DRAMATIC STARS & High×Joker                                                                                | DRAMATIC STARS、High×Joker | 「夜空を煌めく星のように」 | ゲーム『アイドルマスター SideM』関連曲                                                                        |
| 2016年7月13日  | THE IDOLM@STER SideM 2nd ANNIVERSARY DISC 01 DRAMATIC STARS & High×Joker                                                                                | DRAMATIC STARS | 「MOON NIGHTのせいにして」 | ゲーム『アイドルマスター SideM』関連曲                                                                        |
| 2016年7月27日  | 1,2,Step! | 有頂天BOYS | 「キミ宣言！」 | テレビアニメ『少年メイド』挿入歌                                                                              |
| 2016年7月27日  | 1,2,Step! | 隼人（八代拓） | 「Traveler」 | テレビアニメ『少年メイド』関連曲                                                                              |
| 2016年8月31日  | KING OF PRISM Music Ready Sparking! | 十王院カケル（八代拓） | 「Groovin' Chara-Emo Night」 | 劇場アニメ『KING OF PRISM by PrettyRhythm』関連曲                                                             |
| 2016年12月21日 | 無敵*デンジャラス | B-PROJECT | 「無敵*デンジャラス」 | ゲーム『B-PROJECT 無敵*デンジャラス』オープニングテーマ                                                       |
| 2016年12月21日 | 無敵*デンジャラス | B-PROJECT | 「永久パラダイス」 | 『B-PROJECT』関連曲                                                                                           |
| 2016年12月21日 | Hungry Wolf | KiLLER KiNG | 「Hungry Wolf」 「Twinkle☆Bingo」 「永久パラダイス」 | 『B-PROJECT』関連曲                                                                                           |
| 2017年2月1日   | THE IDOLM@STER SideM ORIGIN@L PIECES 03 | 柏木翼（八代拓） | 「約束はドリーミングフライト」 | ゲーム『アイドルマスター SideM』関連曲                                                                        |
| 2017年2月1日   | Beyond The Dream | 315プロダクション所属アイドル | 「Beyond The Dream」 | ゲーム『アイドルマスター SideM』関連曲                                                                        |
| 2017年2月1日   | Beyond The Dream | 315プロダクション所属アイドル（メンタル） | 「Beyond The Dream」 | ゲーム『アイドルマスター SideM』関連曲                                                                        |
| 2017年2月10日  | THE IDOLM@STER SideM 2nd ANNIVERSARY SOLO COLLECTION | 柏木翼（八代拓） | 「MOON NIGHTのせいにして」 | ゲーム『アイドルマスター SideM』関連曲                                                                        |
| 2017年2月22日  | TVアニメ「SHOW BY ROCK!!#」Blu-ray特装限定版第3巻 完全新作スペシャルCD〈3〉                                                                             | チタン（小林裕介）、オリオン（八代拓） | 「スピンナウト」 | テレビアニメ『SHOW BY ROCK!!#』関連曲                                                                         |
| 2017年3月1日   | 本日のとびきりBuono! | 本日のシェフ | 「本日のとびきりBuono!」 | テレビアニメ『ピアシェ〜私のイタリアン〜』エンディングテーマ                                                  |
| 2017年3月1日   | 本日のとびきりBuono! | 北原マロ（米内佑希）、近野桐秀（阿座上洋平）、折木衛（八代拓） | 「非科学的ケミストリー」 | テレビアニメ『ピアシェ〜私のイタリアン〜』関連曲                                                              |
| 2017年3月15日  | Break it down | KiLLER KiNG | 「Break it down」 「Ready to YOU!!」 | 『B-PROJECT』関連曲                                                                                           |
| 2017年4月26日  | 劇場版KING OF PRISM -PRIDE the HERO- ユニットプロジェクト シン&カケル                                                                                   | 一条シン（寺島惇太）、十王院カケル（八代拓） | 「VI VA VACANCES!」 | 劇場アニメ『KING OF PRISM -PRIDE the HERO-』関連曲                                                            |
| 2017年5月17日  | Playing The World | オーイシマサヨシ（OxT）、KISHOW（GRANRODEO）、鈴木このみ、茅原実里、TRUE、DRAMATIC STARS、中島愛、南條愛乃（fripSide）、羽多野渉、春奈るな、Pyxis、早見沙織、Machico、Minami、三森すずこ                                         | 「Playing The World」 | ライブイベント『Animelo Summer Live 2017 -THE CARD-』テーマソング                                             |
| 2017年7月19日  | S級パラダイス BLACK | B-PROJECT | 「S級パラダイス」 | 『B-PROJECT』関連曲                                                                                           |
| 2017年7月19日  | S級パラダイス BLACK | KiLLER KiNG | 「Blooming Festa!」 | 『B-PROJECT』関連曲                                                                                           |
| 2017年8月9日   | 僕らの奇跡/アリスブルーのキス 〜Another Color〜 | M4 | 「僕らの奇跡」 | テレビアニメ『アイカツスターズ！』挿入歌                                                                      |
| 2017年9月20日  | Ride on☆ 7Dream! | 7Colors | 「Ride on☆ 7Dream!」 「瞬間Sparkle」 | ゲーム『アニドルカラーズ』関連曲                                                                              |
| 2017年9月27日  | 劇場版KING OF PRISM -PRIDE the HERO- Song&Soundtrack | エーデルローズ新入生 | 「Vivi℃ Heart Session!」 | 劇場アニメ『KING OF PRISM -PRIDE the HERO-』エンディングテーマ                                                |
| 2017年11月15日 | THE IDOLM@STER SideM ANIMATION PROJECT 01「Reason‼」 | 315 STARS（DRAMATIC STARS、Beit、S.E.M、High×Joker、W、Jupiter） | 「Reason‼」 | テレビアニメ『アイドルマスター SideM』オープニングテーマ                                                      |
| 2017年11月15日 | THE IDOLM@STER SideM ANIMATION PROJECT 01「Reason‼」 | DRAMATIC STARS、S.E.M、Jupiter | 「流星PARADE」 | テレビアニメ『アイドルマスター SideM』エンディングテーマ                                                      |
| 2017年12月27日 | アイドルマスター SideM BD・DVD第1巻特典CD「315 St@rry Collaboration 01 〜DRAMATIC STARS & Beit〜」                                                      | DRAMATIC STARS、Beit | 「冬の日のエトランゼ」 | テレビアニメ『アイドルマスター SideM』関連曲                                                                  |
| 2017年12月27日 | アイドルマスター SideM BD・DVD第1巻特典CD「315 St@rry Collaboration 01 〜DRAMATIC STARS & Beit〜」                                                      | DRAMATIC STARS | 「サ・ヨ・ナ・ラ Summer Holiday」 | テレビアニメ『アイドルマスター SideM』関連曲                                                                  |
| 2018年1月17日  | THE IDOLM@STER SideM ANIMATION PROJECT 07「ARRIVE TO STAR」                                                                                             | DRAMATIC STARS | 「ARRIVE TO STAR」 | テレビアニメ『アイドルマスター SideM』エンディングテーマ                                                      |
| 2018年1月17日  | THE IDOLM@STER SideM ANIMATION PROJECT 07「ARRIVE TO STAR」                                                                                             | DRAMATIC STARS | 「Reason!!」 | テレビアニメ『アイドルマスター SideM』関連曲                                                                  |
| 2018年1月31日  | THE IDOLM@STER SideM ANIMATION PROJECT 08「GLORIOUS RO@D」                                                                                              | 315 STARS（DRAMATIC STARS、Beit、S.E.M、High×Joker、Jupiter） | 「Beyond The Dream（第2話 Ver）」 | テレビアニメ『アイドルマスター SideM』エンディングテーマ                                                      |
| 2018年1月31日  | THE IDOLM@STER SideM ANIMATION PROJECT 08「GLORIOUS RO@D」                                                                                              | 315 STARS（DRAMATIC STARS、Beit、S.E.M、High×Joker、W、Jupiter） | 「DRIVE A LIVE（第13話 Ver）」 | テレビアニメ『アイドルマスター SideM』エンディングテーマ                                                      |
| 2018年1月31日  | THE IDOLM@STER SideM ANIMATION PROJECT 08「GLORIOUS RO@D」                                                                                              | 315 STARS（DRAMATIC STARS、Beit、S.E.M、High×Joker、W、Jupiter） | 「GLORIOUS RO@D」 | テレビアニメ『アイドルマスター SideM』挿入歌                                                                  |
| 2018年2月14日  | 錯乱テリトリー from 俺様レジデンス | 西園寺藤（武内駿輔）、西園寺藍（八代拓）、西園寺玄（斉藤壮馬） | 「錯乱テリトリー」 | 『俺様レジデンス -西園寺三兄弟-』関連曲                                                                       |
| 2018年2月14日  | 錯乱テリトリー from 俺様レジデンス | 西園寺藍（八代拓） | 「錯乱テリトリー」 | 『俺様レジデンス -西園寺三兄弟-』関連曲                                                                       |
| 2018年3月18日  | ファントム・オブ・ラブ | KiLLER KiNG | 「ファントム・オブ・ラブ」 | 『B-PROJECT』関連曲                                                                                           |
| 2018年3月18日  | ファントム・オブ・ラブ | 寺光遙日（八代拓） | 「絶頂的WANTED!」 | 『B-PROJECT』関連曲                                                                                           |
| 2018年4月25日  | 「CRキャプテン翼 黄金世代の鼓動」挿入歌 | ウルトラス ツバサ | 「明日へのゴール」 「パーフェクトビクトリー」 「俺たちの夢」                                                                                                | パチンコ『CR キャプテン翼 黄金世代の鼓動』挿入歌                                                              |
| 2018年5月9日   | 鮭とイクラと893と娘 | CENTRAL PARK（八代拓） | 「エンジェル〜翼は砕けてもまた生える〜」 | テレビアニメ『ヒナまつり』挿入歌                                                                              |
| 2018年6月6日   | KING OF PRISM RUSH SONG COLLECTION -RED NIGHT VAMPIRE-                                                                                                  | 大和アレクサンダー（武内駿輔）、涼野ユウ（内田雄馬）、十王院カケル（八代拓） | 「レッドナイト・ヴァンパイア」 | ゲーム『KING OF PRISM プリズムラッシュ！LIVE』関連曲                                                          |
| 2018年6月20日  | Bullet of Loyalty | ブラウン・ベス（八代拓）、シャルルヴィル（立花慎之介）、スプリングフィールド（蒼井翔太）、ケンタッキー（梶裕貴） | 「Bullet of Loyalty」 | ゲーム『千銃士』テーマソング                                                                                  |
| 2018年6月20日  | Bullet of Loyalty | ブラウン・ベス（八代拓）、シャルルヴィル（立花慎之介）、スプリングフィールド（蒼井翔太）、ケンタッキー（梶裕貴） | 「Be Noble 〜自由へのRebirth〜」 | ゲーム『千銃士』関連曲                                                                                        |
| 2018年7月16日  | 快感エブリディ | B-PROJECT | 「快感エブリディ」 「After all this time」 | 『B-PROJECT』関連曲                                                                                           |
| 2018年7月25日  | Noble Bullet 01 アメリカ独立戦争グループ | ブラウン・ベス（八代拓） | 「Knightliness」 | ゲーム『千銃士』関連曲                                                                                        |
| 2018年8月22日  | antique memory | ブラウン・ベス（八代拓）、シャルルヴィル（立花慎之介）、スプリングフィールド（蒼井翔太）、ケンタッキー（梶裕貴） | 「antique memory」 | テレビアニメ『千銃士』オープニングテーマ                                                                      |
| 2018年8月22日  | antique memory | ブラウン・ベス（八代拓）、シャルルヴィル（立花慎之介） | 「シグナル」 | テレビアニメ『千銃士』関連曲                                                                                  |
| 2018年10月17日 | KING OF PRISM RUSH SONG COLLECTION -Sweet Sweet Replies!-                                                                                               | 香賀美タイガ（畠中祐）、十王院カケル（八代拓） | 「Sweet Sweet Replies!」 | ゲーム『KING OF PRISM プリズムラッシュ！LIVE』関連曲                                                          |
| 2018年10月17日 | KING OF PRISM RUSH SONG COLLECTION -Sweet Sweet Replies!-                                                                                               | 十王院カケル（八代拓）、一条シン（寺島惇太）、西園寺レオ（永塚拓馬） | 「Sing!New!Shine!」 | ゲーム『KING OF PRISM プリズムラッシュ！LIVE』関連曲                                                          |
| 2018年10月31日 | スタレボ☆彡 88星座のアイドル革命 THE BEST「STAR REVOLUTION」Vol.1                                                                                       | 4+U | 「Horoscope」 「アオノエデン」 | ゲーム『スタレボ☆彡 88星座のアイドル革命』関連曲                                                              |
| 2018年11月23日 | KING OF PRISM Rose Party 2018 アニミュゥモ特典CD | 一条シン（寺島惇太）、太刀花ユキノジョウ（斉藤壮馬）、十王院カケル（八代拓）、香賀美タイガ（畠中祐）、西園寺レオ（永塚拓馬）、鷹梁ミナト（五十嵐雅）、涼野ユウ（内田雄馬）、如月ルヰ（蒼井翔太）、大和アレクサンダー（武内駿輔） | 「ドラマチックLOVE Rose Party 2018 Ver」 | 劇場アニメ『KING OF PRISM by PrettyRhythm』関連曲                                                             |
| 2018年12月5日  | THE IDOLM@STER SideM WakeMini! MUSIC COLLECTION 02 | 315 STARS（メンタル Ver.） | 「Friendly Smile」 | テレビアニメ『アイドルマスター SideM 理由あってMini!』エンディングテーマ                                      |
| 2018年12月19日 | KING OF PRISM X'mas Winter Eyes / Happy Happy Birthday!                                                                                                 | 一条シン（寺島惇太）、太刀花ユキノジョウ（斉藤壮馬）、香賀美タイガ（畠中祐）、十王院カケル（八代拓）、鷹梁ミナト（五十嵐雅）、西園寺レオ（永塚拓馬）、涼野ユウ（内田雄馬）                                                       | 「Winter Eyes」 「Happy Happy Birthday!」 「ドラマチックLOVE -X'mas version-」                                                                              | ゲーム『KING OF PRISM プリズムラッシュ！LIVE』関連曲                                                          |
| 2019年1月23日  | スタレボ☆彡 88星座のアイドル革命 THE BEST「STAR REVOLUTION」Vol.4                                                                                       | 4+U | 「…Rain」 | ゲーム『スタレボ☆彡 88星座のアイドル革命』関連曲                                                              |
| 2019年1月30日  | 絶頂*エモーション | B-PROJECT | 「絶頂*エモーション」 | テレビアニメ『B-PROJECT〜絶頂*エモーション〜』オープニングテーマ                                              |
| 2019年1月30日  | 絶頂*エモーション | B-PROJECT | 「光と影の時結ぶ」 | テレビアニメ『B-PROJECT〜絶頂*エモーション〜』エンディングテーマ                                              |
| 2019年3月13日  | KING OF PRISM RUSH SONG COLLECTION -STAR MASQUERADE- | 太刀花ユキノジョウ（斉藤壮馬）、十王院カケル（八代拓） | 「パーリーモンスター百鬼夜行」 | ゲーム『KING OF PRISM プリズムラッシュ！LIVE』関連曲                                                          |
| 2019年3月13日  | KING OF PRISM RUSH SONG COLLECTION -STAR MASQUERADE- | エーデルローズ新入生 | 「ドラマチックLOVE Thanks 1st anniversary REMIX」 | ゲーム『KING OF PRISM プリズムラッシュ！LIVE』関連曲                                                          |
| 2019年3月15日  | THE IDOLM@STER SideM WakeMini! SOLO COLLECTION 02 MENTAL Ver.                                                                                           | 柏木翼（八代拓） | 「Friendly Smile」 | テレビアニメ『アイドルマスター SideM 理由あってMini!』関連曲                                                  |
| 2019年3月27日  | B-PROJECT〜絶頂*エモーション〜 BD・DVD第1巻特典CD | KiLLER KiNG | 「光と影の時結ぶ」 | テレビアニメ『B-PROJECT〜絶頂*エモーション〜』エンディングテーマ                                              |
| 2019年3月27日  | B-PROJECT〜絶頂*エモーション〜 BD・DVD第1巻特典CD | KiLLER KiNG | 「Love Winner」 | テレビアニメ『B-PROJECT〜絶頂*エモーション〜』挿入歌                                                          |
| 2019年3月27日  | B-PROJECT〜絶頂*エモーション〜 BD・DVD第1巻特典CD | THRIVE、KiLLER KiNG | 「Juggler」 | テレビアニメ『B-PROJECT〜絶頂*エモーション〜』挿入歌                                                          |
| 2019年4月24日  | Shiny Seven Stars!/366LOVEダイアリー | 一条シン（寺島惇太）、太刀花ユキノジョウ（斉藤壮馬）、香賀美タイガ（畠中祐）、十王院カケル（八代拓）、鷹梁ミナト（五十嵐雅）、西園寺レオ（永塚拓馬）、涼野ユウ（内田雄馬）                                                       | 「Shiny Seven Stars!」 | テレビアニメ『KING OF PRISM -Shiny Seven Stars-』オープニングテーマ                                           |
| 2019年4月24日  | Shiny Seven Stars!/366LOVEダイアリー | 一条シン（寺島惇太）、太刀花ユキノジョウ（斉藤壮馬）、香賀美タイガ（畠中祐）、十王院カケル（八代拓）、鷹梁ミナト（五十嵐雅）、西園寺レオ（永塚拓馬）、涼野ユウ（内田雄馬）                                                       | 「366LOVEダイアリー」 | 劇場アニメ『KING OF PRISM -Shiny Seven Stars-』エンディングテーマ                                             |
| 2019年5月10日  | THE IDOLM@STER SideM 4th ANNIVERSARY DISC「LIVE in your SMILE / DREAM JOURNEY」                                                                         | DRAMATIC STARS、Jupiter、Beit、High×Joker、Café Parade、もふもふえん、F-LAGS | 「DREAM JOURNEY」 | ゲーム『アイドルマスター SideM』関連曲                                                                        |
| 2019年6月26日  | アニマルズ・パレード | キツネ（畠中祐）、フクロウ（野上翔）、タヌキ（八代拓）、ライオン（榎木淳弥）、ネズミ（ランズベリー・アーサー）、ヒツジ（髙坂篤志）、ウサギ（益山武明）、シロクマ（千葉翔也）                                                     | 「アニマルズ・パレード」 | 朗読ドラマ『ぼくらのアニマル村』関連曲                                                                        |
| 2019年6月26日  | アニマルズ・パレード | タヌキ（八代拓）、キツネ（畠中祐） | 「アニマルズ・パレード 〜No No Thanks!〜」 | 朗読ドラマ『ぼくらのアニマル村』関連曲                                                                        |
| 2019年6月28日  | CRAZY×ALIVE!! | 西園寺藤（武内駿輔）、西園寺藍（八代拓）、西園寺玄（斉藤壮馬）、有栖川一悦（木村良平）、有栖川二巴（前野智昭）、有栖川三織（石川界人）                                                                                           | 「CRAZY×ALIVE!!」 | ドラマCD『俺様レジデンス CRAZY×ALIVE!!』主題歌                                                                |
| 2019年6月28日  | CRAZY×ALIVE!! | 西園寺藍（八代拓） | 「CRAZY×ALIVE!!」 | ドラマCD『俺様レジデンス CRAZY×ALIVE!!』関連曲                                                                |
| 2019年7月10日  | KING OF PRISM -Shiny Seven Stars- マイソングシングルシリーズ 十王院カケル                                                                               | 十王院カケル（八代拓） | 「Orange Flamingo」 | テレビアニメ『KING OF PRISM -Shiny Seven Stars-』挿入歌                                                       |
| 2019年7月10日  | KING OF PRISM -Shiny Seven Stars- マイソングシングルシリーズ 十王院カケル                                                                               | 十王院カケル（八代拓） | 「Unite! The Night!」 | テレビアニメ『KING OF PRISM -Shiny Seven Stars-』エンディングテーマ                                           |
| 2019年8月7日   | KING OF PRISM -Shiny Seven Stars- マイソングシングルシリーズ 一条シン・太刀花ユキノジョウ・香賀美タイガ・十王院カケル・鷹梁ミナト・西園寺レオ・涼野ユウ | 一条シン（寺島惇太）、太刀花ユキノジョウ（斉藤壮馬）、香賀美タイガ（畠中祐）、十王院カケル（八代拓）、鷹梁ミナト（五十嵐雅）、西園寺レオ（永塚拓馬）、涼野ユウ（内田雄馬）                                                       | 「ナナイロノチカイ！ -Brilliant oath-」 | テレビアニメ『KING OF PRISM -Shiny Seven Stars-』挿入歌                                                       |
| 2019年8月7日   | KING OF PRISM -Shiny Seven Stars- マイソングシングルシリーズ 一条シン・太刀花ユキノジョウ・香賀美タイガ・十王院カケル・鷹梁ミナト・西園寺レオ・涼野ユウ | 一条シン（寺島惇太）、太刀花ユキノジョウ（斉藤壮馬）、香賀美タイガ（畠中祐）、十王院カケル（八代拓）、鷹梁ミナト（五十嵐雅）、西園寺レオ（永塚拓馬）、涼野ユウ（内田雄馬）                                                       | 「BOY MEETS GIRL」 | テレビアニメ『KING OF PRISM -Shiny Seven Stars-』エンディングテーマ                                           |
| 2019年8月28日  | B-PROJECT〜絶頂*エモーション〜 BD・DVD第6巻特典CD | KiLLER KiNG | 「DIVE INTO THE WORLD」 | テレビアニメ『B-PROJECT〜絶頂*エモーション〜』挿入歌                                                          |
| 2019年8月28日  | B-PROJECT〜絶頂*エモーション〜 BD・DVD第6巻特典CD | B-PROJECT | 「あえて言葉にするなら」 | テレビアニメ『B-PROJECT〜絶頂*エモーション〜』挿入歌                                                          |
| 2019年9月25日  | Noble Recollections 01 | ブラウン・ベス（八代拓）、シャルルヴィル（立花慎之介）、スプリングフィールド（蒼井翔太）、ケンタッキー（梶裕貴）、ペンシルヴァニア（伊東健人）                                                                                   | 「antique memory 〜アメリカ独立戦争 5 bullets edition〜」                                                                                                   | ゲーム『千銃士』関連曲                                                                                        |
| 2019年9月27日  | KING OF PRISM -Shiny Seven Stars- BD / DVD 全巻購入特典「PRISM COVERS COLLECTION -タワーレコード盤-」                                                   | 十王院カケル（八代拓）、鷹梁ミナト（五十嵐雅） | 「ハート♥イロ♥トリドリ〜ム」 | テレビアニメ『KING OF PRISM -Shiny Seven Stars-』関連曲                                                       |
| 2019年10月2日  | THE IDOLM@STER SideM WORLD TRE@SURE 10 | 柏木翼（八代拓）、華村翔真（バレッタ裕）、東雲荘一郎（天﨑滉平）、円城寺道流（濱野大輝） | 「My pen light, SMILE」 「MEET THE WORLD!（THAILAND Ver.）」                                                                                                | ゲーム『アイドルマスター SideM LIVE ON ST@GE!』関連曲                                                         |
| 2019年11月13日 | 10秒ミライ | KiLLER KiNG | 「10秒ミライ」 「ケセラセッラ」 | 『B-PROJECT』関連曲                                                                                           |
| 2019年12月18日 | THE IDOLM@STER SideM 5th ANNIVERSARY DISC 01 PRIDE STAR                                                                                                 | 315 ALLSTARS | 「PRIDE STAR」 「DRIVE A LIVE」 「Reason!!」 「GLORIOUS RO@D」                                                                                              | ゲーム『アイドルマスター SideM』関連曲                                                                        |
| 2020年1月22日  | THE IDOLM@STER SideM 5th ANNIVERSARY DISC 02 DRAMATIC STARS&神速一魂&F-LAGS                                                                             | DRAMATIC STARS | 「ASTERISK」 | ゲーム『アイドルマスター SideM』関連曲                                                                        |
| 2020年1月22日  | THE IDOLM@STER SideM 5th ANNIVERSARY DISC 02 DRAMATIC STARS&神速一魂&F-LAGS                                                                             | DRAMATIC STARS、神速一魂、F-LAGS | 「Fine Day! Find Way!」 | ゲーム『アイドルマスター SideM』関連曲                                                                        |
| 2020年3月6日   | THE IDOLM@STER SideM 5th ANNIVERSARY UNIT COLLECTION -PRIDE STAR-                                                                                       | DRAMATIC STARS | 「PRIDE STAR」 | ゲーム『アイドルマスター SideM』関連曲                                                                        |
| 2020年3月25日  | LOVEグラフィティ | SePTENTRION | 「LOVEグラフィティ」 | 劇場アニメ『KING OF PRISM ALL STARS -プリズムショー☆ベストテン-』主題歌                                       |
| 2020年3月25日  | LOVEグラフィティ | KING OF PRISM ALL STARS | 「ドラマチックLOVE -ALLSTARS THANKS ver.-」 | 劇場アニメ『KING OF PRISM ALL STARS -プリズムショー☆ベストテン-』関連曲                                       |
| 2020年3月25日  | KING of CASTE〜Bird in the Cage〜 | B-PROJECT | 「Who is the King?」 | ドラマCD『KING of CASTE〜Bird in the Cage〜』挿入歌                                                           |
| 2020年3月25日  | KING of CASTE〜Bird in the Cage〜 獅子堂高校ver. | 獅子堂高校 | 「I for you」 | ドラマCD『KING of CASTE〜Bird in the Cage〜』挿入歌                                                           |
| 2020年3月25日  | ソードアート・オンライン アリシゼーション War of Underworld BD・DVD第4巻特典CD                                                                          | シェータ（Lynn）、イスカーン（八代拓） | 「Crossing the thirst」 | テレビアニメ『ソードアート・オンライン アリシゼーション War of Underworld』関連曲                             |
| 2020年8月26日  | THE IDOLM@STER SideM 5th ANNIVERSARY SOLO COLLECTION 01                                                                                                 | 柏木翼（八代拓） | 「ASTERISK」 | ゲーム『アイドルマスター SideM』関連曲                                                                        |
| 2020年9月9日   | ゴーハ第7小学校校歌 | 遊我（石橋陽彩）、ルーク（八代拓）、ガクト（花江夏樹） | 「ゴーハ第7小学校校歌」 | テレビアニメ『遊☆戯☆王SEVENS』エンディングテーマ                                                              |
| 2020年9月30日  | なんどでも笑おう | THE IDOLM@STER FIVE STARS!!! | 「なんどでも笑おう」 | 「アイドルマスターシリーズ」関連曲                                                                            |
| 2020年9月30日  | なんどでも笑おう【SideM盤】 | 315 STARS | 「なんどでも笑おう」 | 「アイドルマスターシリーズ」関連曲                                                                            |
| 2020年9月30日  | なんどでも笑おう【SideM盤】 | 柏木翼（八代拓） | 「なんどでも笑おう」 | 「アイドルマスターシリーズ」関連曲                                                                            |
| 2020年11月11日 | Good Liar | KiLLER KiNG | 「Good Liar」 「虹色プリズム」 | 『B-PROJECT』関連曲                                                                                           |
| 2020年11月18日 | スパイ百貨店 Music&Drama CD Order#2 | マミヤ（住谷哲栄）、ユリト（坂田将吾）、ナグモ（河西健吾）、フウマ（竹田海渡）、カイト（八代拓） | 「Release energy」 | ドラマCD『スパイ百貨店』主題歌                                                                                |
| 2020年11月20日 | PROJECT SCARD キャラクターソング コウガ&イツキ編 | コウガ（八代拓）、イツキ（畠中祐） | 「PATROL」 | 『PROJECT SCARD』関連曲                                                                                       |
| 2020年11月20日 | PROJECT SCARD キャラクターソング コウガ&イツキ編 | コウガ（八代拓） | 「PATROL」 | 『PROJECT SCARD』関連曲                                                                                       |
| 2020年12月2日  | Supernova | B-PROJECT | 「Supernova Explosion」 | 『B-PROJECT』関連曲                                                                                           |
| 2020年12月2日  | Supernova 守護部零壱獣脚隊ver. | 守護部零壱獣脚隊 | 「ROAR」 | 『B-PROJECT』関連曲                                                                                           |
| 2021年1月8日   | KING OF PRISM BEST ALBUM "Music Goes On!" | 十王院カケル（八代拓） | 「Happy Happy Birthday!」 | ゲーム『KING OF PRISM プリズムラッシュ！LIVE』関連曲                                                          |
| 2021年1月8日   | KING OF PRISM BEST ALBUM "Music Goes On!" | Edel Rose Stars | 「BOY MEETS GIRL」 | 『KING OF PRISM』関連曲                                                                                       |
| 2021年2月7日   | THE IDOLM@STER SideM UNIT COLLECTION -MEET THE WORLD!-                                                                                                  | 315 ALLSTARS | 「MEET THE WORLD!」 | ゲーム『アイドルマスター SideM』関連曲                                                                        |
| 2021年2月7日   | THE IDOLM@STER SideM UNIT COLLECTION -MEET THE WORLD!-                                                                                                  | DRAMATIC STARS | 「MEET THE WORLD!」 | ゲーム『アイドルマスター SideM』関連曲                                                                        |
| 2021年2月24日  | プレイタの傷 | 甲斐ヤマト（ランズベリー・アーサー）、嵐柴カズマ（千葉翔也）、茶木縞カガミ（榎木淳弥）、鷲峰ラン（益山武明）、烏末ジン（野上翔）、龍眞コウガ（八代拓）、虎尊イツキ（畠中祐）、嵐柴エイジ（髙坂篤志）                             | 「プレイタの傷」 | テレビアニメ『プレイタの傷』オープニングテーマ                                                                |
| 2021年2月24日  | プレイタの傷 | 甲斐ヤマト（ランズベリー・アーサー）、嵐柴カズマ（千葉翔也）、茶木縞カガミ（榎木淳弥）、鷲峰ラン（益山武明）、烏末ジン（野上翔）、龍眞コウガ（八代拓）、虎尊イツキ（畠中祐）、嵐柴エイジ（髙坂篤志）                             | 「プレイタの傷 (yuzen remix)」 「プレイタの傷 (KTG remix)」                                                                                                 | テレビアニメ『プレイタの傷』関連曲                                                                            |
| 2021年3月3日   | THE IDOLM@STER SideM NEW STAGE EPISODE:12 DRAMATIC STARS                                                                                                | DRAMATIC STARS | 「GOOD NEW MORNING」 「NEXT STAGE!」 | ゲーム『アイドルマスター SideM』関連曲                                                                        |
| 2021年4月28日  | BUSTLING SHOW | 甲斐ヤマト（ランズベリー・アーサー）、嵐柴カズマ（千葉翔也）、茶木縞カガミ（榎木淳弥）、鷲峰ラン（益山武明）、烏末ジン（野上翔）、龍眞コウガ（八代拓）、虎尊イツキ（畠中祐）、嵐柴エイジ（髙坂篤志）                             | 「BUSTLING SHOW」 | テレビアニメ『プレイタの傷』エンディングテーマ                                                                |
| 2021年4月28日  | BUSTLING SHOW | 甲斐ヤマト（ランズベリー・アーサー）、嵐柴カズマ（千葉翔也）、茶木縞カガミ（榎木淳弥）、鷲峰ラン（益山武明）、烏末ジン（野上翔）、龍眞コウガ（八代拓）、虎尊イツキ（畠中祐）、嵐柴エイジ（髙坂篤志）                             | 「BUSTLING SHOW (yuzen remix)」 「BUSTLING SHOW (KTG remix)」                                                                                               | テレビアニメ『プレイタの傷』関連曲                                                                            |
| 2021年5月26日  | ファビュラスナイト Host-Song Reservation -Crimson- ヴェンデッタ                                                                                         | 緋野天魔（小野賢章）、Keith（髙木朋弥）、統夜（八代拓） | 「RODEO feat. CLUB VENDETTA」 「シャンパンコール 〜ヴェンデッタ篇〜」                                                                                       | 『ファビュラスナイト』関連曲                                                                                  |
| 2021年9月29日  | THE IDOLM@STER SideM GROWING SIGN@L 01 Growing Smiles!                                                                                                  | 315 ALLSTARS | 「Growing Smiles!」 「DRIVE A LIVE」 「Beyond The Dream」 「NEXT STAGE!」                                                                                   | ゲーム『アイドルマスター SideM GROWING STARS』関連曲                                                          |
| 2021年10月27日 | 流星*ファンタジア | B-PROJECT | 「流星*ファンタジア」 「Blue period」 「Seize your light」                                                                                                  | ゲーム『B-PROJECT 流星*ファンタジア』主題歌                                                                   |
| 2021年11月17日 | B with U ブレイブver. | KiLLER KiNG | 「Manifest」 | 『B-PROJECT』関連曲                                                                                           |
| 2021年11月17日 | B with U ブレイブver. | キタコレ、KiLLER KiNG | 「Vectorial」 | 『B-PROJECT』関連曲                                                                                           |
| 2022年1月8日   | THE IDOLM@STER SideM UNIT COLLECTION -Growing Smiles!-                                                                                                  | DRAMATIC STARS | 「Growing Smiles!」 | ゲーム『アイドルマスター SideM GROWING STARS』関連曲                                                          |
| 2022年3月12日  | THE IDOLM@STER SideM PASSION@TE FORMATION -MENTAL- | 315 STARS（メンタルVer.） | 「リトルハピネス」 | ゲーム『アイドルマスター SideM GROWING STARS』関連曲                                                          |
| 2022年3月12日  | THE IDOLM@STER SideM PASSION@TE FORMATION -MENTAL- | 柏木翼（八代拓） | 「リトルハピネス」 | ゲーム『アイドルマスター SideM GROWING STARS』関連曲                                                          |
| 2022年7月27日  | TVアニメ「異世界迷宮でハーレムを」テーマソングCD | 加賀道夫（八代拓）、アラン（三宅健太） | 「紳士の取引60万ナール」 | テレビアニメ『異世界迷宮でハーレムを』エンディングテーマ                                                      |
| 2022年12月7日  | THE IDOLM@STER SideM GROWING SIGN@L 14 DRAMATIC STARS                                                                                                   | DRAMATIC STARS | 「Change to Chance」 「Rainy Memories」 | ゲーム『アイドルマスター SideM GROWING STARS』関連曲                                                          |
| 2022年12月21日 | THE IDOLM@STER SideM GROWING SIGN@L 15 Take a StuMp! | 315 ALLSTARS | 「Take a StuMp!」 | ゲーム『アイドルマスター SideM GROWING STARS』関連曲                                                          |
| 2023年2月11日  | THE IDOLM@STER SideM UNIT COLLECTION -Take a StuMp!- | DRAMATIC STARS | 「Take a StuMp!」 | ゲーム『アイドルマスター SideM GROWING STARS』関連曲                                                          |
| 2023年4月21日  | アオペラ -aoppella!?-5 | VadLip | 「King Of Voxxx」 | 『アオペラ -aoppella!?-』関連曲                                                                               |
| 2023年9月27日  | THE IDOLM@STER SideM 49 ELEMENTS 16 DRAMATIC STARS | DRAMATIC STARS | 「S!T!A!R!ting」 | ゲーム『アイドルマスター SideM GROWING STARS』関連曲                                                          |
| 2023年9月27日  | THE IDOLM@STER SideM 49 ELEMENTS 16 DRAMATIC STARS | 柏木翼（八代拓） | 「スカイスケープノート」 | ゲーム『アイドルマスター SideM GROWING STARS』関連曲                                                          |
| 2023年9月27日  | アオペラ -aoppella!?-5.5 | リルハピ、FYA'M'、VadLip | 「5+6+6=Voice to Voice」 | 『アオペラ -aoppella!?-』関連曲                                                                               |
| 2023年9月27日  | アオペラ -aoppella!?-5.5 | VadLip | 「5+6+6=Voice to Voice -Vad Rule-」 | 『アオペラ -aoppella!?-』関連曲                                                                               |
| 2023年10月4日  | THE IDOLM@STER SideM F＠NTASTIC COMBINATION〜BRAINPOWER!!〜 DRAMATIC STARS                                                                              | DRAMATIC STARS、S.E.M | 「Dramatic Anthem」 「DRIVE A LIVE」 | ライブイベント『315 Production presents F＠NTASTIC COMBINATION LIVE 〜BRAINPOWER!!〜』関連曲                  |
| 2023年10月4日  | THE IDOLM@STER SideM F＠NTASTIC COMBINATION〜BRAINPOWER!!〜 DRAMATIC STARS                                                                              | DRAMATIC STARS | 「Study Equal Magic!」 | ライブイベント『315 Production presents F＠NTASTIC COMBINATION LIVE 〜BRAINPOWER!!〜』関連曲                  |
| 2023年10月4日  | THE IDOLM@STER SideM F＠NTASTIC COMBINATION〜BRAINPOWER!!〜 S.E.M                                                                                       | DRAMATIC STARS、S.E.M | 「Beyond The Dream」 | ライブイベント『315 Production presents F＠NTASTIC COMBINATION LIVE 〜BRAINPOWER!!〜』関連曲                  |
| 2023年10月28日 | THE IDOLM@STER SideM GROWING SIGN@L SOLO COLLECTION 03                                                                                                  | 柏木翼（八代拓） | 「Change to Chance」 | ゲーム『アイドルマスター SideM GROWING STARS』関連曲                                                          |
| 2023年10月28日 | THE IDOLM@STER SideM 8th STAGE THEME SONG「Hands & Claps!」                                                                                             | 315 ALLSTARS | 「Hands & Claps!」 | ライブイベント『THE IDOLM@STER SideM 8th STAGE 〜ALL H@NDS TOGETHER〜』テーマソング                           |
| 2023年10月28日 | THE IDOLM@STER SideM 8th STAGE THEME SONG「Hands & Claps!」                                                                                             | 315 STARS（メンタルVer.） | 「Hands & Claps!」 | ライブイベント『THE IDOLM@STER SideM 8th STAGE 〜ALL H@NDS TOGETHER〜』テーマソング                           |
| 2023年12月27日 | RVR〜ライジングボルテッカーズラップ〜 | リコ（鈴木みのり）、ロイ（寺崎裕香）、フリード（八代拓）、オリオ（佐倉綾音）、マードック（三宅健太）、モリー（真堂圭）、ランドウ（塾一久）、ぐるみん（青山吉能）                                                                 | 「RVR〜ライジングボルテッカーズラップ〜」 | テレビアニメ『ポケットモンスター (2023)』エンディングテーマ                                                   |
| 2023年12月27日 | RVR〜ライジングボルテッカーズラップ〜 | リコ（鈴木みのり）、ロイ（寺崎裕香）、フリード（八代拓） | 「RVR〜ライジングボルテッカーズラップ〜 - フリードVer.」 「RVR〜ライジングボルテッカーズラップ〜 - フリードVer. PART2」                                     | テレビアニメ『ポケットモンスター (2023)』エンディングテーマ                                                   |
| 2024年9月18日  | KING OF PRISM -Dramatic PRISM.1-「We are SePTENTRION!!!!!!!」                                                                                           | SePTENTRION | 「LINK WORLD」 | 劇場アニメ『KING OF PRISM -Dramatic PRISM.1-』主題歌                                                          |
| 2024年12月11日 | アイ NEED YOU（FOR WONDERFUL STORY）【SideM盤】 | THE IDOLM@STER BRILLIANT STARS | 「アイ NEED YOU（FOR WONDERFUL STORY）」 | 「アイドルマスターシリーズ」20周年記念楽曲                                                                    |
| 2024年12月11日 | アイ NEED YOU（FOR WONDERFUL STORY）【SideM盤】 | 315 STARS | 「アイ NEED YOU（FOR WONDERFUL STORY）」 | 「アイドルマスターシリーズ」20周年記念楽曲                                                                    |
| 2024年12月11日 | アイ NEED YOU（FOR WONDERFUL STORY）【SideM盤】 | 柏木翼（八代拓） | 「アイ NEED YOU（FOR WONDERFUL STORY）」 | 「アイドルマスターシリーズ」20周年記念楽曲                                                                    |
| 2025年5月30日  | えぶりでいホスト | えぶホスPlayers | 「えぶりでいホスト」 | テレビアニメ『えぶりでいホスト』オープニングテーマ                                                            |
| 2025年7月28日  | ドラマチックLOVE -キンパラ Special Session ver.- | 一条シン（寺島惇太）、香賀美タイガ（畠中祐）、十王院カケル（八代拓）、鷹梁ミナト（五十嵐雅）、朱雀野アレン（梶原岳人）、矢戸乃上珂波汰（小林裕介）、大和憧吾（中島ヨシキ）、犬飼憂人（古川慎）                                   | 「ドラマチックLOVE -キンパラ Special Session ver.-」 | 劇場アニメ『KING OF PRISM-Your Endless Call-み〜んなきらめけ!プリズム☆ツアーズ』関連曲 『Paradox Live』関連曲 |
| 2025年8月20日  | 『KING OF PRISM-Your Endless Call-み〜んなきらめけ！プリズム☆ツアーズ』Song Collection                                                                  | 香賀美タイガ（畠中祐）、十王院カケル（八代拓）、大江戸シンヤ（河合健太郎）、マリオ（橘龍丸） | 「EZ DO DANCE -Hell's Gods' Star ver.-」 | 劇場アニメ『KING OF PRISM-Your Endless Call-み〜んなきらめけ!プリズム☆ツアーズ』挿入歌                        |
| 2025年8月20日  | 『KING OF PRISM-Your Endless Call-み〜んなきらめけ！プリズム☆ツアーズ』Song Collection                                                                  | SePTENTRION、WITH | 「BOY MEETS GIRL -SePTENTRION＆WITH ver.-」 | 劇場アニメ『KING OF PRISM-Your Endless Call-み〜んなきらめけ!プリズム☆ツアーズ』挿入歌                        |
| 2025年8月20日  | KING OF PRISM『ラブパラ! -Endless Love,Love-/Sparkling Days』                                                                                           | SePTENTRION | 「ラブパラ! -Endless Love,Love-」 | 劇場アニメ『KING OF PRISM-Your Endless Call-み〜んなきらめけ!プリズム☆ツアーズ』挿入歌                        |
| 2025年8月20日  | KING OF PRISM『ラブパラ! -Endless Love,Love-/Sparkling Days』                                                                                           | SePTENTRION | 「Sparkling Days -Over the silence ver.-」 「Sparkling Days -Key to my secret ver」 「Sparkling Days -Pure voice ver.-」 「Sparkling Days -BIG LOVE ver.-」 | 劇場アニメ『KING OF PRISM-Your Endless Call-み〜んなきらめけ!プリズム☆ツアーズ』エンディングテーマ            |
| 2025年10月22日 | クラシック★スターズ character song album | Dis=Cord | 「NO FATE」 「レジスタンスの音域」 | テレビアニメ『クラシック★スターズ』挿入歌                                                                     |
| 2025年10月22日 | クラシック★スターズ character song album | Dis=Cord | 「魂のために Dis=Cord Ver.」 | テレビアニメ『クラシック★スターズ』関連曲                                                                     |

### その他参加楽曲
| 発売日        | 商品名                                                              | 歌 | 楽曲                                                             | 備考                               |
| ------------- | ------------------------------------------------------------------- | --- | ---------------------------------------------------------------- | ---------------------------------- |
| 2017年5月10日 | 「8P channel 2」OP&ED CD                                            | 8P | 「Jumping Smlile」                                               | 『8P channel 2』オープニングテーマ |
| 2017年5月10日 | 「8P channel 2」OP&ED CD                                            | 8P | 「FULL VOLUME!!」                                                | 『8P channel 2』エンディングテーマ |
| 2017年6月7日  | 「8P」ユニットソングCD Vol.4                                        | 野上翔、八代拓                                                                                                   | 「ダブルスターライト」                                           | 『8P channel』関連曲               |
| 2017年6月7日  | 「8P」ユニットソングCD Vol.4                                        | 八代拓 | 「Two Steps」                                                    | 『8P channel』関連曲               |
| 2018年11月7日 | CV                                                                  | 畠中祐、八代拓、榎木淳弥、ランズベリー・アーサー                                                                 | 「Come on a my cafe」                                            | 『8P channel』関連曲               |
| 2018年11月7日 | CV                                                                  | 八代拓、榎木淳弥                                                                                                 | 「追憶レター」                                                   | 『8P channel』関連曲               |
| 2019年8月23日 | Happy Glitter                                                       | 八代拓 | 「ダイヤモンドノオト」                                           | 『8P channel』関連曲               |
| 2019年8月23日 | Happy Glitter                                                       | 8P | 「Happy Glitter」                                                | 『8P channel』関連曲               |
| 2019年9月25日 | Disney 声の王子様 Voice Stars Dream Selection II                    | 八代拓 | 「ハクナ・マタタ」                                               |                                    |
| 2019年9月25日 | Disney 声の王子様 Voice Stars Dream Selection II                    | 浅沼晋太郎、天﨑滉平、荒牧慶彦、小澤廉、木村昴、高野洸、立花慎之介、橋本祥平、古川慎、増田俊樹、八代拓、山谷祥生 | 「みんなスター！」                                               |                                    |
| 2019年9月25日 | Disney 声の王子様 Voice Stars Dream Selection II アニミュゥモ特典CD | 八代拓 | 「みんなスター！」                                               |                                    |
| 2020年5月27日 | 8P ユニットソングドラマCD Vol.1                                     | 八代拓、益山武明                                                                                                 | 「緑の行方」                                                     | 『8P channel』関連曲               |
| 2021年3月26日 | Disney 声の王子様 Voice Stars Dream Live 2020 特典CD                | 天﨑滉平、木村昴、高野洸、八代拓                                                                                 | 「とびら開けて」                                                 |                                    |
| 2021年3月26日 | Disney 声の王子様 Voice Stars Dream Live 2020 特典CD                | 浅沼晋太郎、天﨑滉平、荒牧慶彦、木村昴、高野洸、立花慎之介、橋本祥平、古川慎、増田俊樹、八代拓、山谷祥生         | 「ずっとかわらないもの」 「ミッキーマウス・マーチ」              |                                    |
| 2021年3月26日 | Disney 声の王子様 Voice Stars Dream Live 2020 アニミュゥモ特典CD    | 八代拓 | 「ミッキーマウス・マーチ」                                       |                                    |
| 2021年6月30日 | CV:2                                                                | klinger | 「白羽根のKrieger」                                              | 『8P channel』関連曲               |
| 2021年6月30日 | CV:2                                                                | 8P | 「Clover's Xmas」                                                | 『8P channel』関連曲               |
| 2021年6月30日 | CV:2                                                                | 八代拓、ランズベリー・アーサー                                                                                   | 「Maple Girl!Maple Boy」                                         | 『8P channel』関連曲               |
| 2021年7月28日 | Course of my fate                                                   | 8P | 「Course of my fate」 「終わらないBlooming」 「FROM THIS PLACE」 | ゲーム『Paradigm Paradox』主題歌   |